# Бад-Цвишенан
Бад-Цвишенан (нем. Bad Zwischenahn) — община и город в Германии, расположен в земле Нижняя Саксония.
Входит в состав района Аммерланд. Население составляет 28,5 тыс. человека (на 2017 год). Занимает площадь 130 км².

## География
Община Бад-Цвишенан располагается в юго-восточной части района Аммерланд. Главный населённый пункт — город Бад-Цвишенан — лежит в 17 км к западу от Ольденбурга. До Северного моря — 60 км, до границы с Нидерландами — 80 км. Община Бад-Цвишенан находится в области северноольдебургского-восточнофризского геста. В то время как низины заполнены топями, песчаные гребни этой геологической формации пригодны для использования в сельском хозяйстве. В центре общины располагается Цвишенановское озеро, до XIX века называвшееся Эльмендорфским или Аммерским морем. Площадь озера — 5,5 км². (550 га), таким образом оно является третьим по величине озером Нижней Саксонии после Штайхудевского озера и озера Дюммер. Зеркало водной поверхности лежит на 5 м выше уровня Северного моря. Озеро образовалось вследствие провала соляных залежей.

## Население
| Год  | Население |
| ---- | --------- |
| 1990 | 23 554    |
| 1995 | 24 147    |
| 2000 | 25 298    |
| 2005 | 26 898    |
| 2010 | 27 437    |

| Год  | Численность | Численность |
| ---- | ----------- | ----------- |
| 2014 | 27 965      |             |
| 2016 | 28 484      | [ 3 ]       |
| 2017 | 28 507      | [ 1 ]       |
| 2019 | 28 596      | [ 4 ]       |
| 2021 | 29 416      | [ 5 ]       |
| 2022 | 29 803      | [ 6 ]       |
| 2023 | 30 051      | [ 2 ]       |

## Административно-территориальное деление
Община подразделяется на 19 городских и сельских районов.
| Городские и сельские районы общины Бад-Цвишенан: | Городские и сельские районы общины Бад-Цвишенан: | Городские и сельские районы общины Бад-Цвишенан: | Городские и сельские районы общины Бад-Цвишенан: |
| ------------------------------------------------ | ------------------------------------------------ | ------------------------------------------------ | ------------------------------------------------ |
| Бад-Цвишенан I                                   | Бад-Цвишенан II восток                           | Бад-Цвишенан II запад                            | Шпекен                                           |
| Экерн                                            | Дэникхорст                                       | Орвеге                                           | Роструп I                                        |
| Роструп II                                       | Эльмендорф                                       | Хелле                                            | Ашхаузен                                         |
| Кайхаузен                                        | Кайхаузерфельд                                   | Петерсфен I                                      | Петерсфен II                                     |
| Венен                                            | Офен                                             | Вестерхольтсфельде                               |                                                  |

## Государственные учреждения
Совет общины Бад-Цвишенан состоит из 36 советников. Нынешний состав совета был избран в 2016 году и сохранит свои полномочия до 2021 года. Бургомистром общины с 2006 года является Арно Шиллинг (СДПГ).

## Лечебные учреждения
В общине Бад-Цвишенан располагается психиатрическая клиника имени Карла Ясперса. Она открылась 15 марта 1858 года и именовалась вначале Больницей для умалишённых в сельском районе Венен. Её первым директором был Франц Людвиг Антон Кельп. С 1975 года клиника перешла в ведение федеральной земли Нижняя Саксония, а с 2007 года дирекция клиники была передана Объединению психиатрических лечебных заведений Ольденбургского региона, в связи с чем и получила своё нынешнее название в честь Карла Ясперса. Клиника располагает 591 койкой для стационарных пациентов. Персонал больницы насчитывает более 900 человек. Клиника им. Карла Ясперса принимает пациентов из городов Ольденбург и Дельменхорст, а также из округов Аммерланд, Фехта, Ольденбург, Клоппенбург, Виттмунд и Везермарш.

## Достопримечательности
- Цвишенановское озеро
- Церковь св. Иоанна
- Курортные дома, Виллы
- Крестьянский музей под открытым небом
- Водонапорная башня 1937—1938 гг.
- Памятник Вильгельму Генриху Шюслеру
- Ветряные мельницы
- Комплекс зданий Психиатрической клиники им. Карла Ясперса

## Города-побратимы
- Изегем, Бельгия

## Фотографии

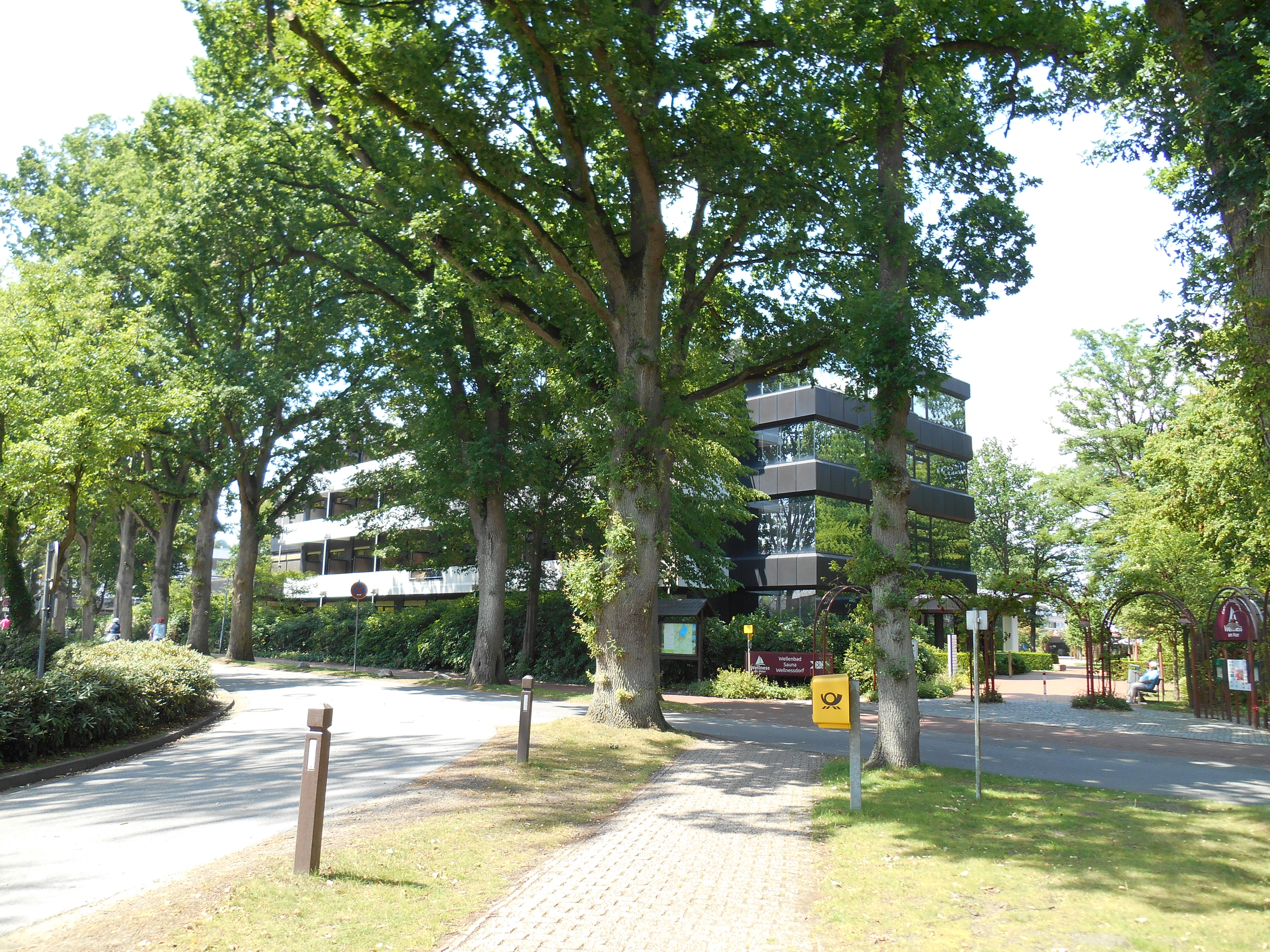
Клиника реабилитации
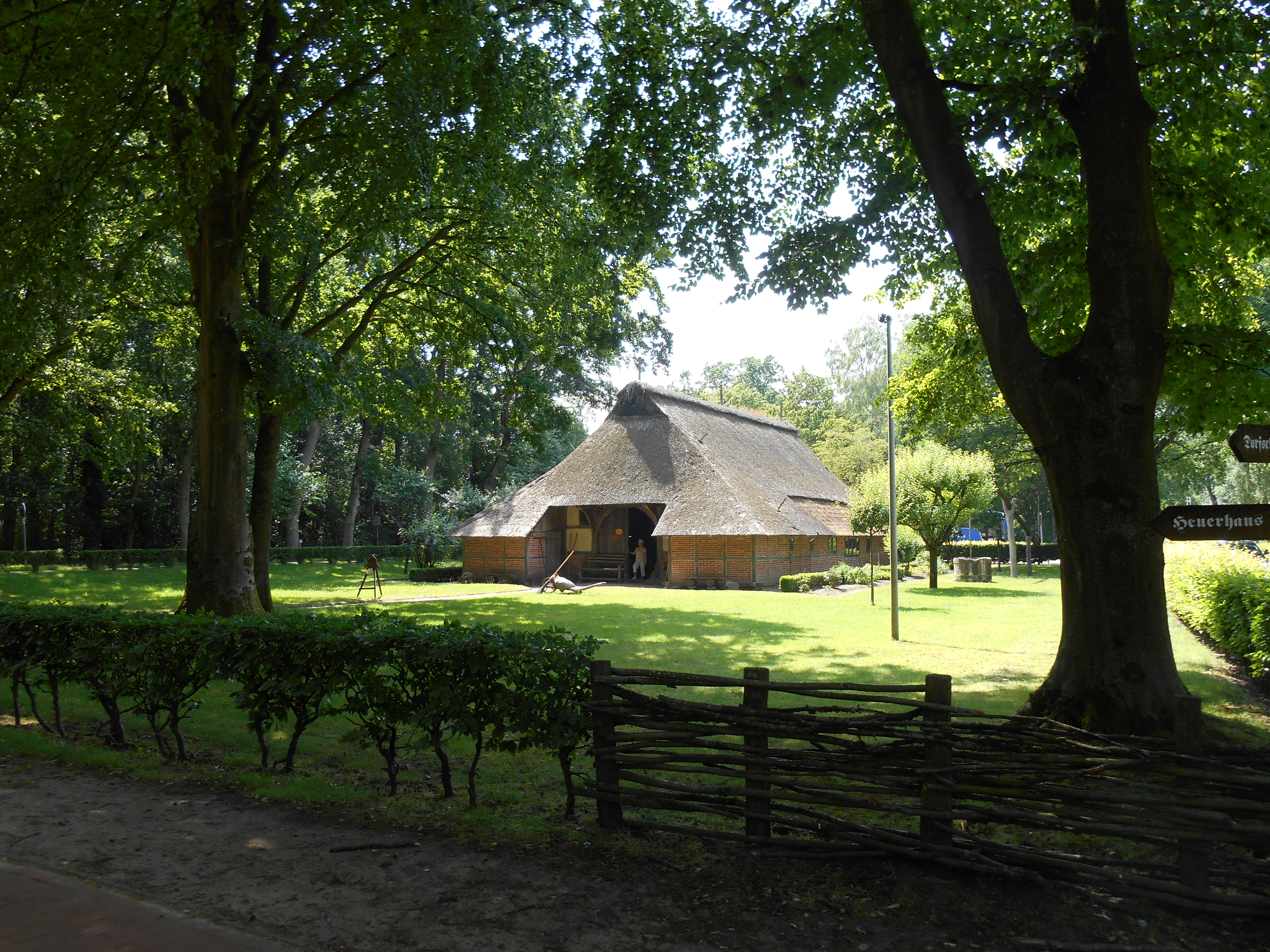
Крестьянский музей
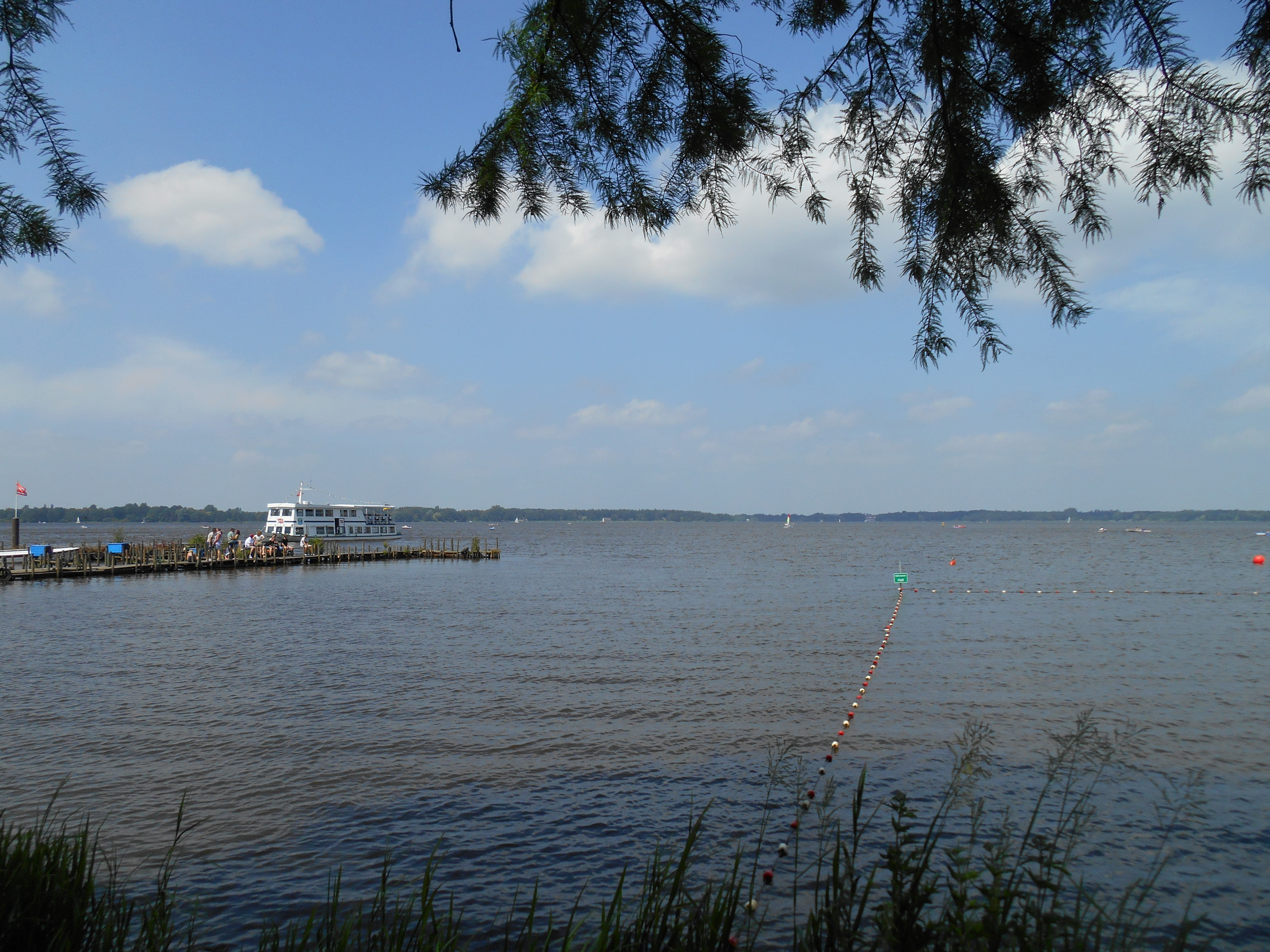
Озеро
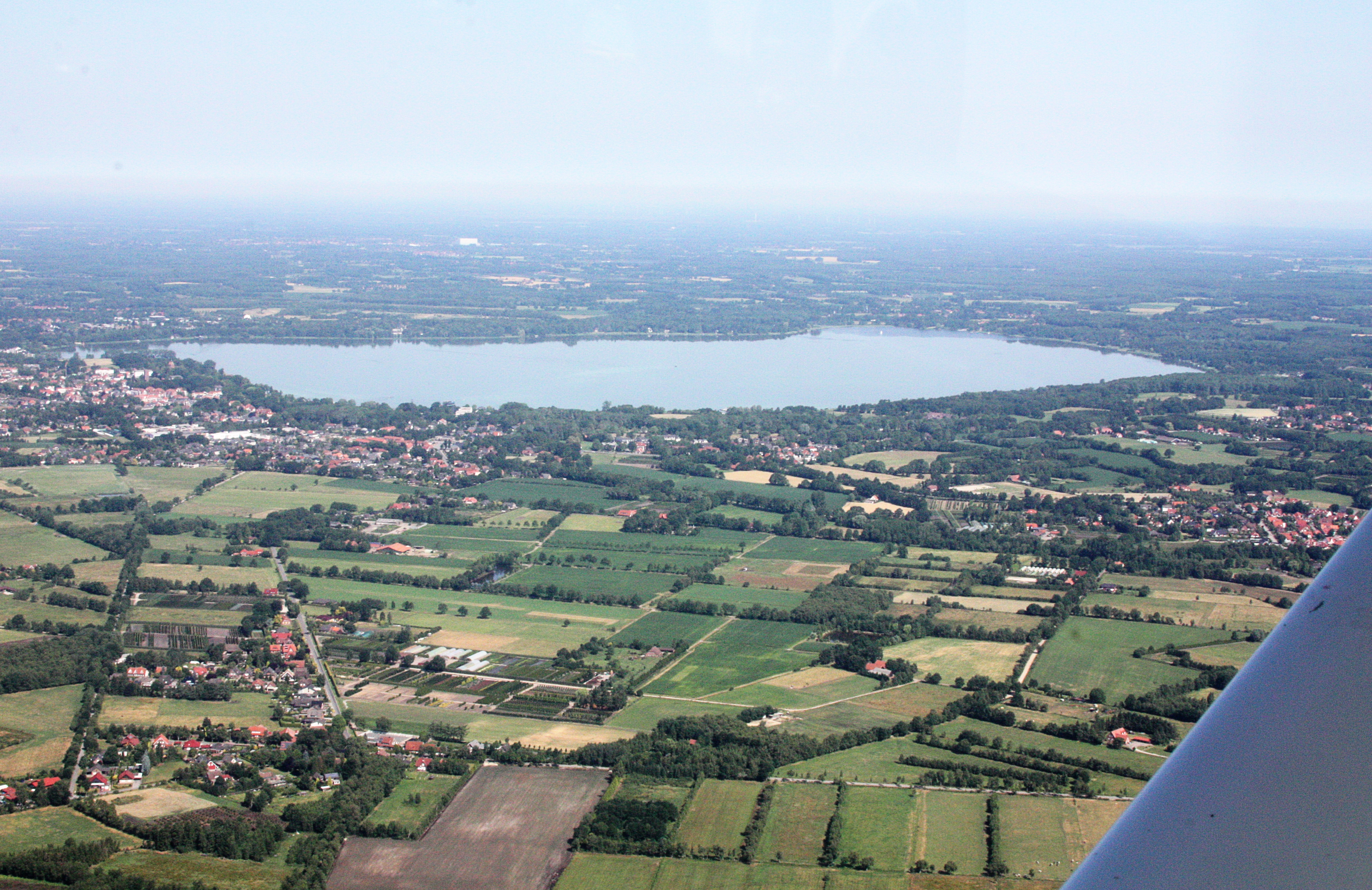
Озеро с воздуха
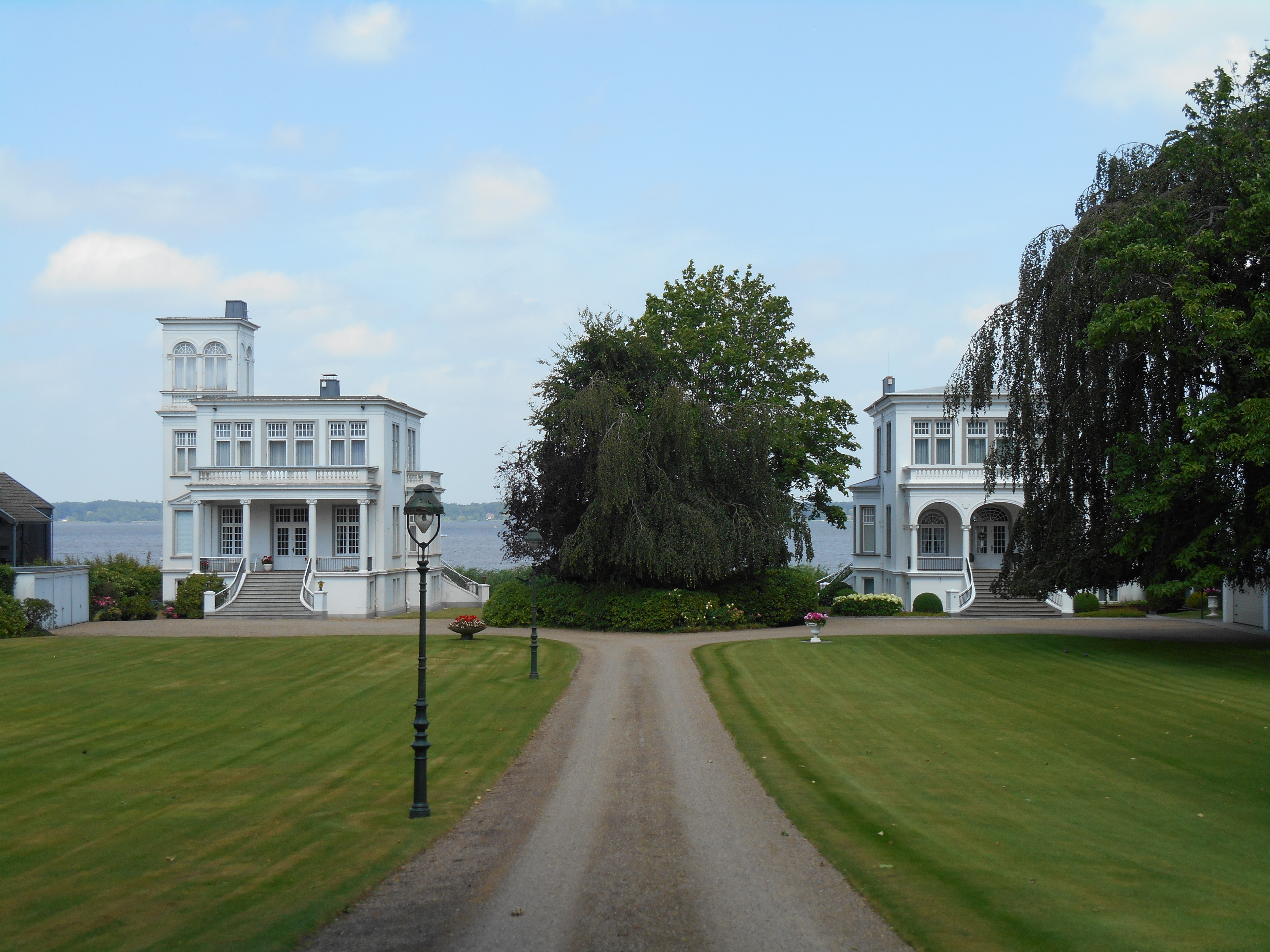
Виллы
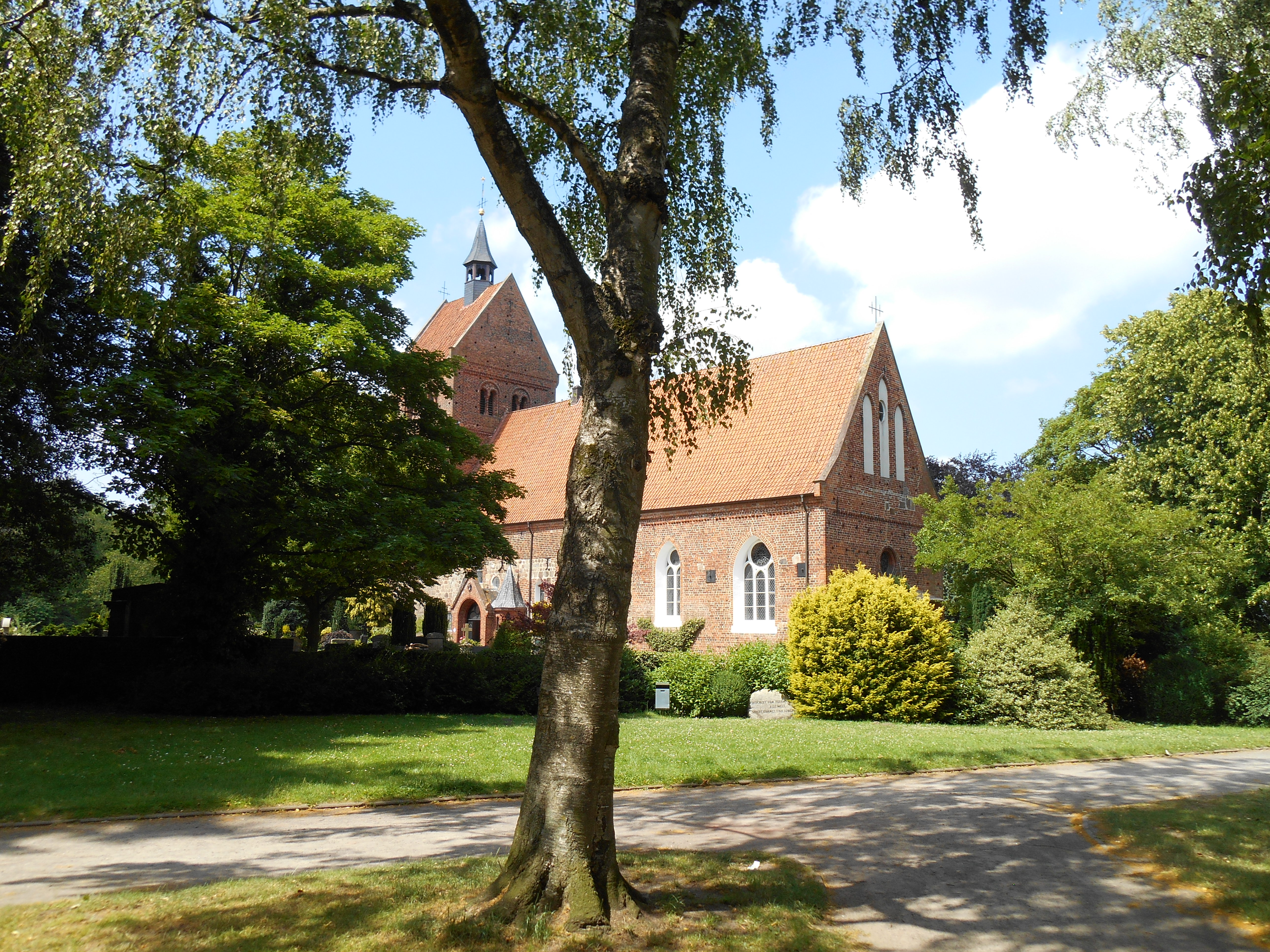
Ц. св. Иоанна
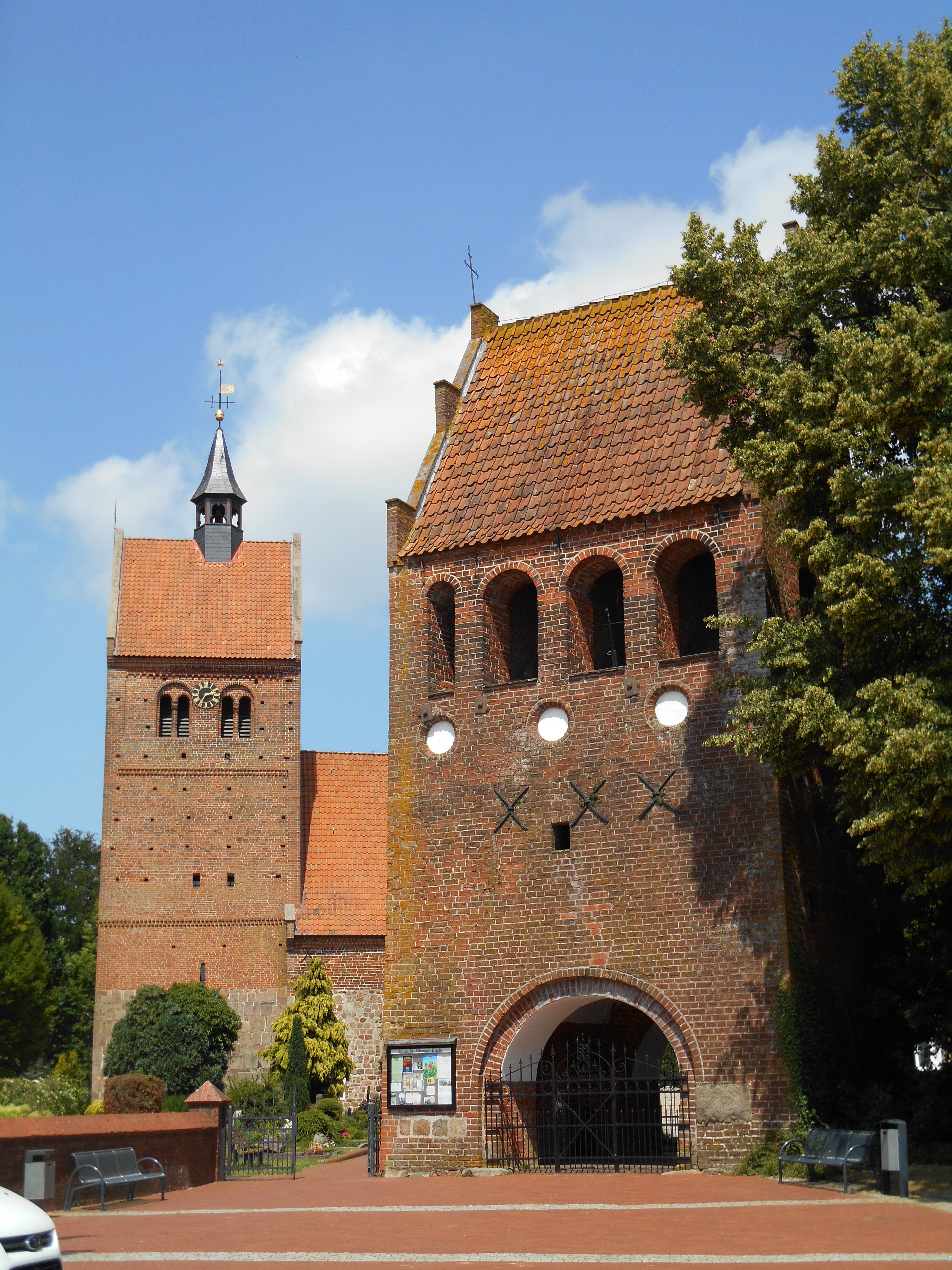
Ц. св. Иоанна
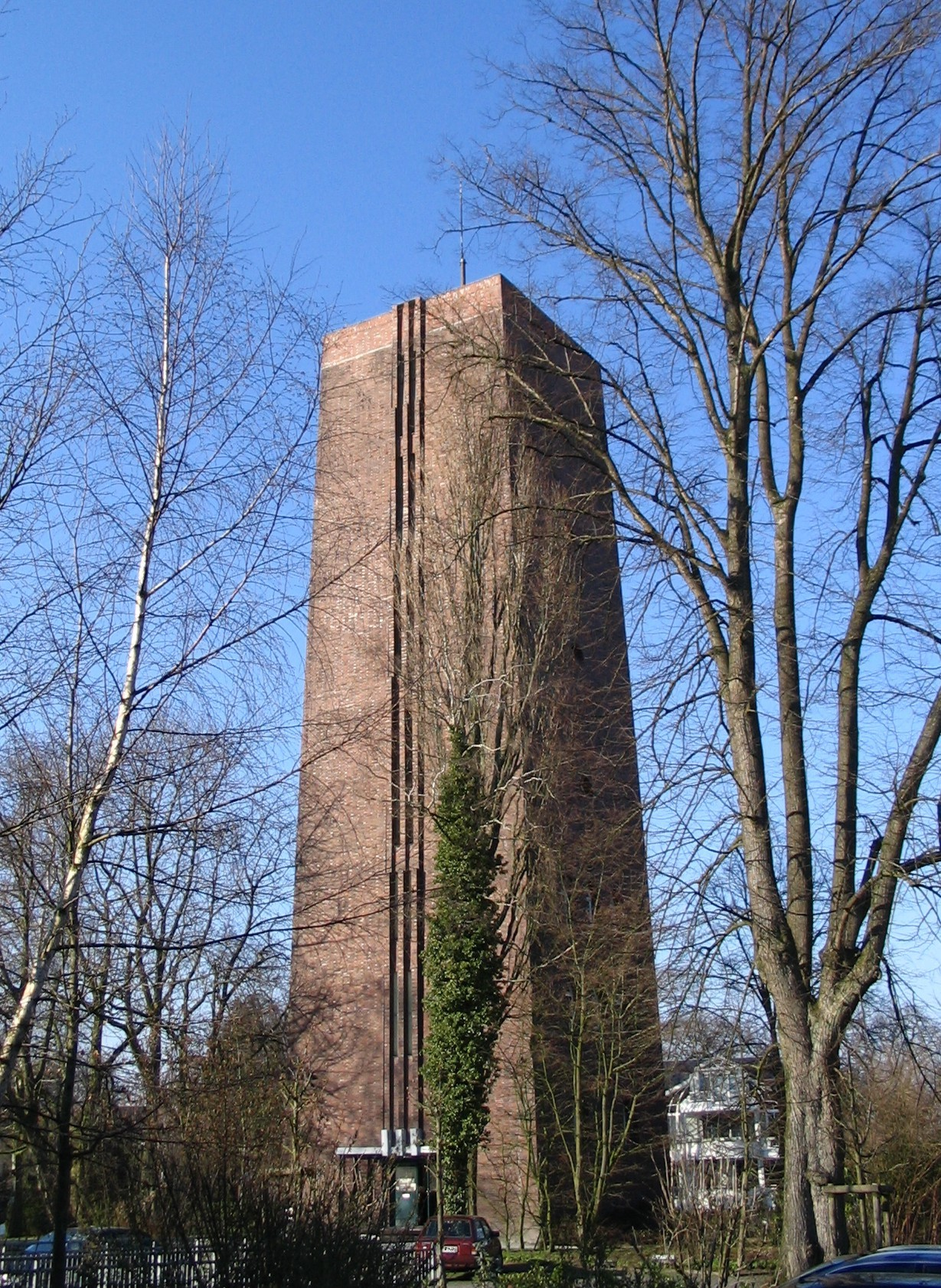
Водонапорная башня
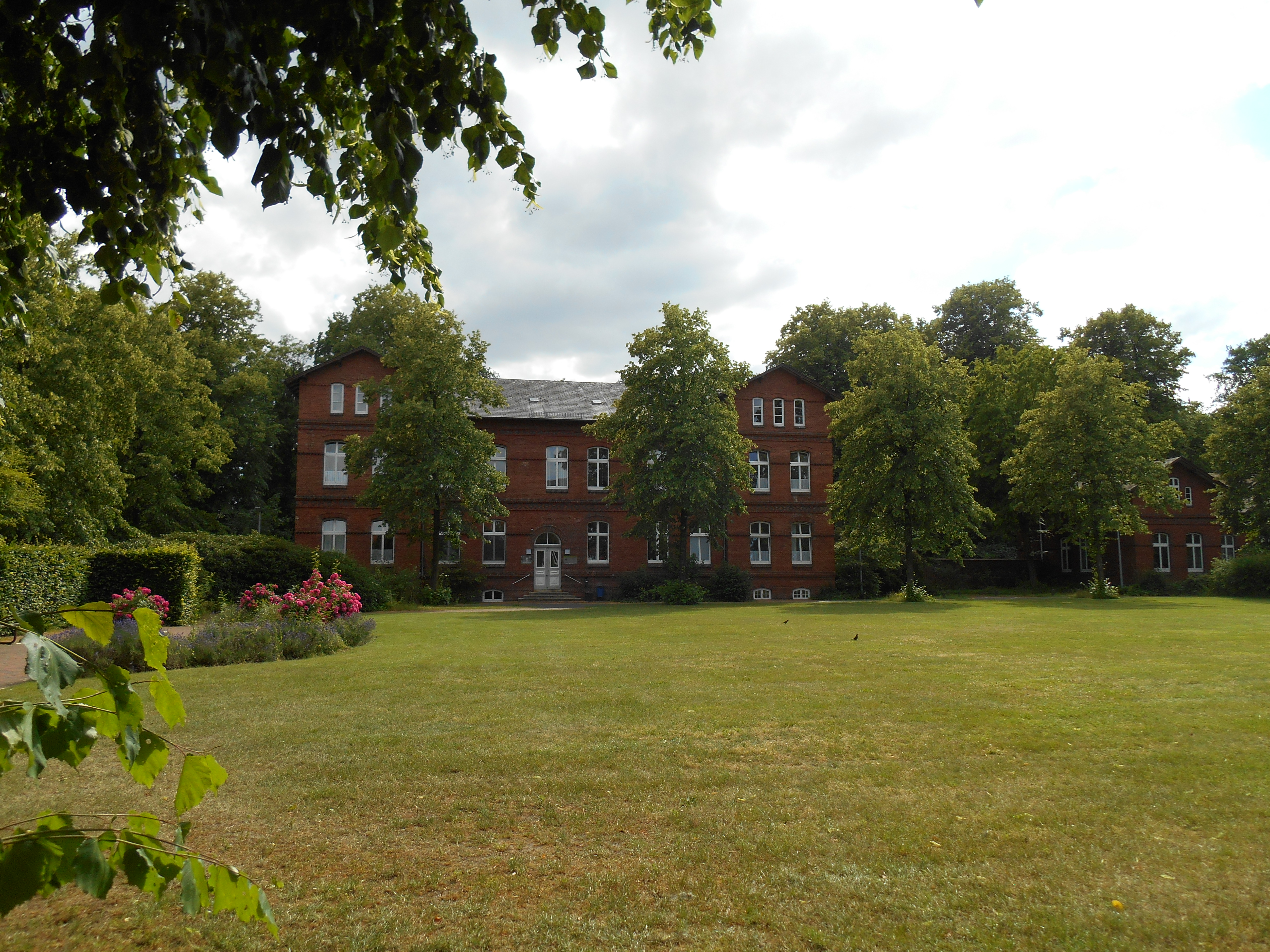
Клиника им. К. Ясперса
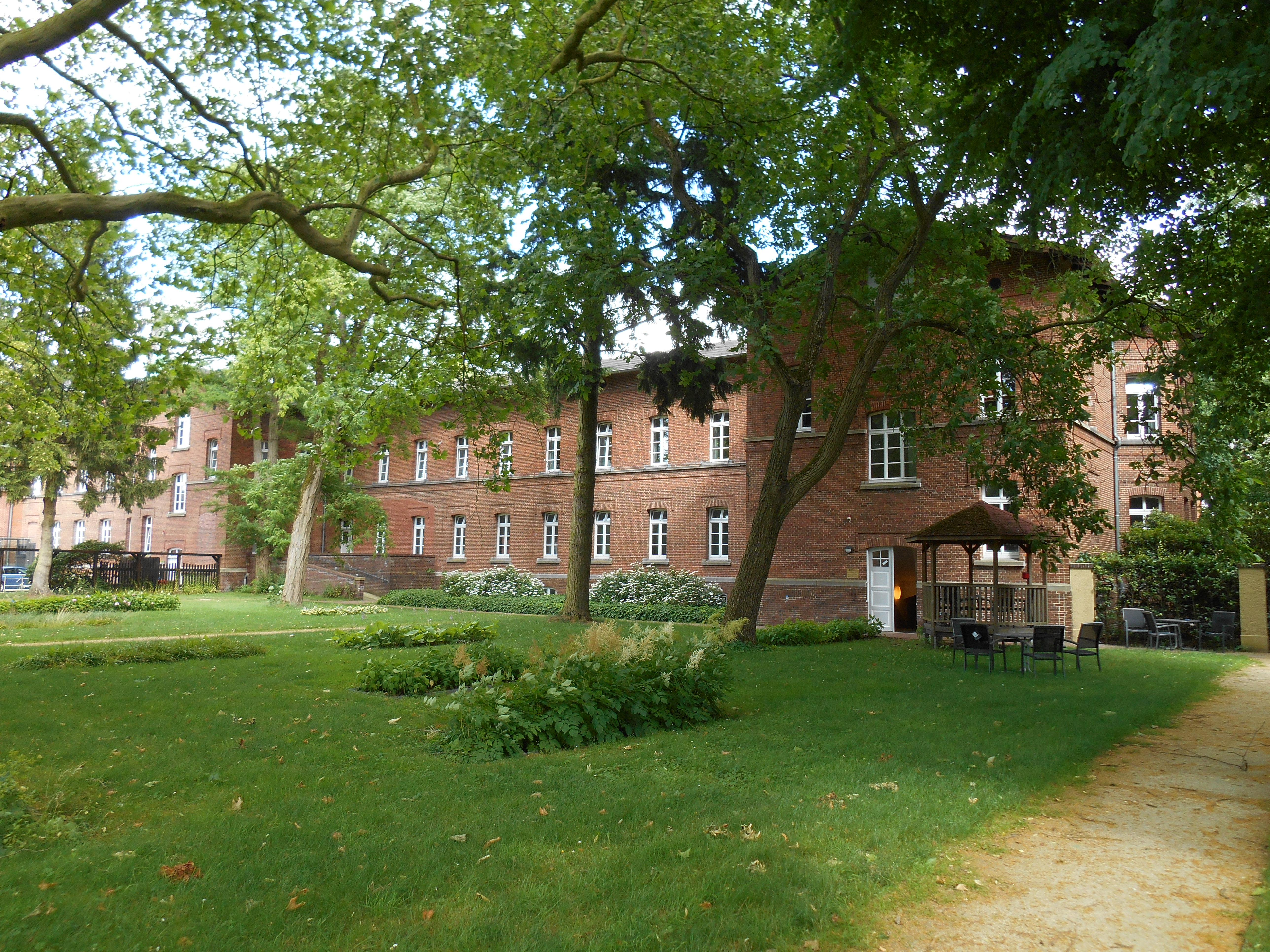
Клиника им. К. Ясперса
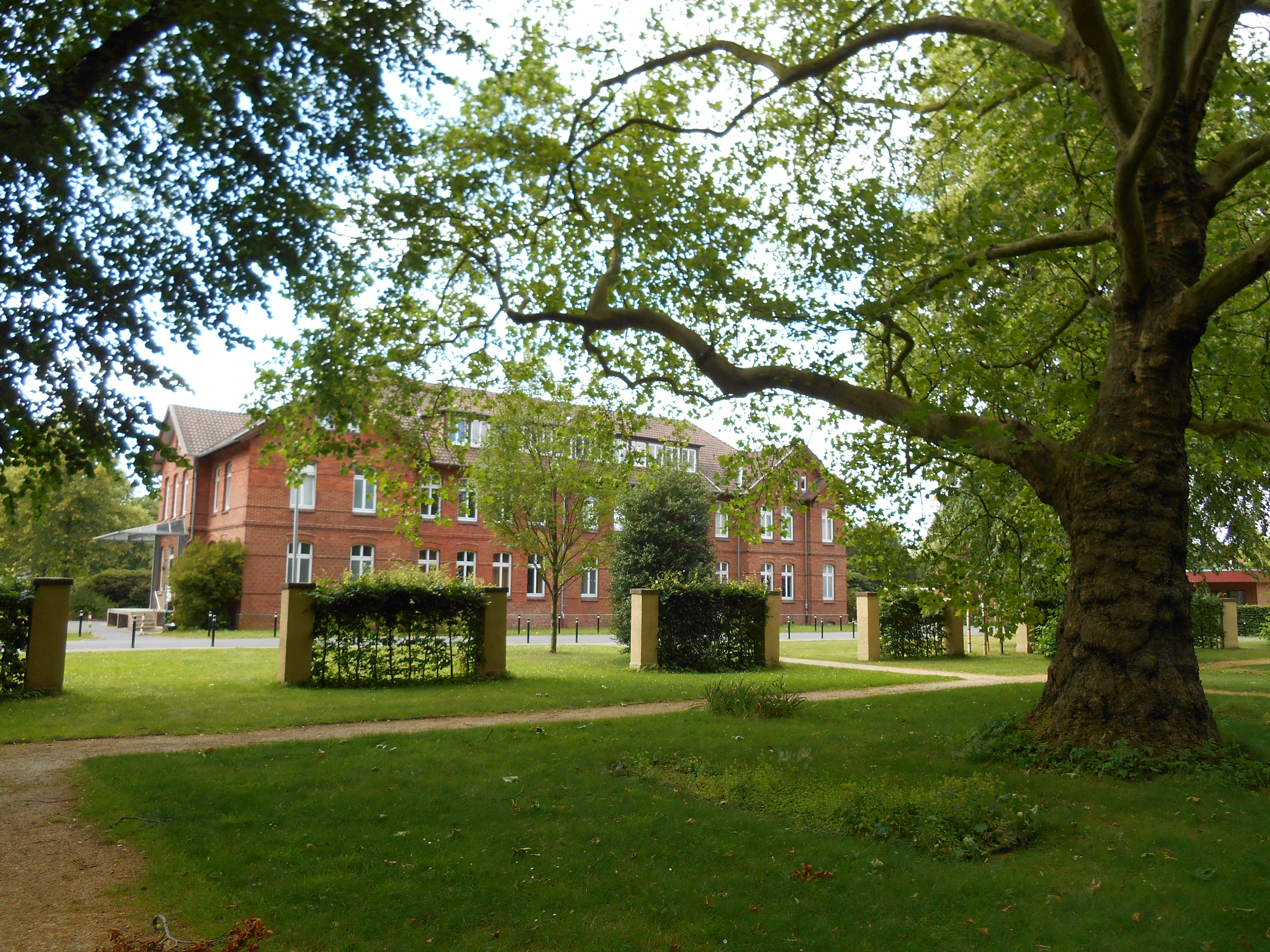
Клиника им. К. Ясперса